# Neottiura herbigrada
Neottiura herbigrada là một loài nhện trong họ Theridiidae.
Loài này thuộc chi Neottiura. Neottiura herbigrada được Eugène Simon miêu tả năm 1873.